# Димитър Парапанов
Димитър Парапанов е общественик, основател на: Националната асоциация на сляпо-глухите в България; Националната спортна федерация на сляпо-глухите в България; Национален център на рехабилитация на сляпо-глухи „Хелън Келър“ –Пловдив и списание „Звук и светлина“.

## Биография
Роден е на 20 февруари 1939 г. в село Синапово, община Тополовград, обл. Хасковска. Умира на 16 май 2018 г. в София.
Димитър Парапанов завършва висше образование по следните специалности:
СУ „Климент Охридски“ – специалност „История и български език“ – 1975 г.
Следдипломни квалификации – Дефектология /1982 г. /и Педагогика на зрително затруднените /1996 г./

## Професионален и организационен опит
От 2006 г. – основател и председател на Националната спортна федерация на сляпо-глухите в България (НСФСГБ).
От 2005 г. – председател на Постоянната комисия по спортна и културна интеграция на сляпо-глухите към Изпълнителния комитет на Европейския съюз на сляпо-глухите (ЕССГ). Основател на НСФСГБ и трите обединени спортни клуба на сляпо-глухите в Пловдив, Добрич и Варна.
От 19.03.2004 г. –основател и директор на обществени начала на Национален център за рехабилитация на сляпо-глухи „Хелън Келър“ – Пловдив към НАСГБ.
От 2003 г. – одитор на Европейския съюз на сляпо-глухите.
2003 – съучредител на Европейския съюз на сляпо-глухите.
2001 – съучредител на Световната федерация на сляпо-глухите
От 15.08.1997 г. – Основател и председател на Националната асоциация на сляпо-глухите в България (НАСГБ). 
1993 – 1997 – педагог – консултант в Национален център за рехабилитация на слепи (НЦРС) – Пловдив към Съюза на слепите в България (ССБ). В същия период – Председател на групата на сляпо-глухите в ССБ и Председател на Комисията по активността и проблемите на сляпо-глухите към Изпълнителния съвет на ССБ.
1990 – 1994 – зам.председател на териториална първична организация на ССБ – Тракия гр. Пловдив и председател на комисията по рехабилитация към организацията;
1991 – зам.председател на районна организация на ССБ – Пловдив
1990 – делегат на Х конгрес на ССБ
1989 – 1991 – член на районен съвет на районна организация на ССБ – Пловдив и председател на комисията по рехабилитация към районната организация
1977 – 1989 – член на ръководството на окръжната организация на ССБ – Пловдив и председател на комисията по рехабилитация към окръжната организация
1987 – 1993 – ръководител и учител на първата в България Маршрутна служба по надомна рехабилитация на хората със зрителни и слухови увреждания по местоживеене, към ССБ.
1986 – делегат на IX конгрес на ССБ
1976 – 1986 – два мандата, член на Централен Съвет на ССБ
1975 – 1987 – директор на НЦРС (от 21.08.1975 г.)
1976 – 1977 – член на районен съвет на районна организация на ССБ – Пловдив
1981 – делегат на VII конгрес на ССБ
1976 – делегат на VII конгрес на ССБ
1968 – 1975 – лектор в новооткрития Национален център за рехабилитация на слепи – Пловдив (НЦРС) към Съюза на слепите в България.
1964 – 1975 – председател на цехов профкомитет при цех „Полиграфия“ към ПП „Успех“ – Пловдив, където развива обществена дейност за професионална реализация на слепите, както и разнообразна културна, спортна и туристическа дейност, за разнообразяване свободното време на слепите производственици.
1963 – делегат на IV конгрес на ССБ
1960 – 1962 – член на районен съвет на районна организация на ССБ – Пловдив
1959 – делегат на III конгрес на ССБ
1957 – 1963 – член на ръководство и секретар на младежка организация към Производствено предприятие „Успех“ към ССБ. Развива активна дейност с младежи без и с увреждания от други предприятия, както и с читалище „Назъм Хикмет“ – Пловдив, и училища. Това има голямо значение за интеграцията на слепите младежи сред пловдивската общественост.

## Участия в национални и международни доклади, семинари и конференции
Димитър Парапанов участва в международни и национални семинари и конференции с доклади:

 Международна конференция по професионална рехабилитация на слепи – 1977 г., Ротердам, Холандия – участие с доклад „Състояние и проблеми на рехабилитацията на слепите в България“

Пета Европейска конференция по сляпо-глухотата на Дефблайнд Интернешънъл – Холандия, 2001 г.;

Седма Световна конференция „Хелън Келър“ и учредяване на Световна федерация на слепоглухите – Нова Зеландия, 2001 г. – участие с доклад „На сляпо-глухите в Европа и света са необходими национални и международни организации, отстояващи специфичните им интереси“. Димитър Парапанов е национален представител на България и учредител на Световната федерация на сляпо-глухите.

1976 г. – Доклад, посветен на десетгодишнината от създаването на Център за рехабилитация на късно ослепели – Пловдив със заглавие „Самостоятелността, крайна цел на обучението и рехабилитацията на слепите“.

1986 г. – Семинар „Двадесет години – принос в рехабилитацията и реализацията на късно ослепелите“.

Тринадесета Световна конференция по сляпо-глухотата на Дефблайнд Интернешънъл – Канада, 2003 г. – участие с доклади: „Взаимоотношенията са ключ към комуникацията“ и „Издирване, проучване, организиране, застъпничество и предоставяне на услуги на сляпо-глухите в България“

Пета Конференция по сляпо-глухотата на Европейския съюз на слепите и учредяване на Европейски съюз на Сляпо-глухите – ЕССГ – 18 – 23 октомври 2003 г., град Фредерисия, Дания – участие с доклад „Сляпо-глухите хора и социалните проблеми в модерното общество“. Димитър Парапанов е национален представител на България и учредител на Европейския съюз на сляпо-глухите.

Семинар на НАСГБ „Десет години организирано движение на сляпо-глухите в България“ – декември 2003 г. – участие с едноименен доклад

Научно-практическа конференция на НАСГБ на тема „Основни направления в рехабилитацията на възрастните сляпо-глухи“, 26 – 27 ноември 2004 г., Пловдив – участие с доклад „Начало на обучението и рехабилитацията на сляпо-глухите в България“

Осма световна конференция „Хелън Келър“ и Второ общо събрание на Световната федерация на сляпо-глухите – 2 – 7 юли 2005 г., гр. Тампере, Финландия, участие с доклад „Сляпо-глухите – хора със специфични възможности и с равноправно участие в обществото“.

Семинар с актива на НАСГБ на 21.12.2005 г. – гр. Пловдив, на тема „Сляпо-глухотата – специфични проблеми, форми, принципи, методи и средства за обучение и рехабилитация на хората с увредени зрение и слух“. Участие с доклад „Специфични проблеми, форми, принципи, методи и средства за обучение и рехабилитация на сляпо-глухи“

Практическа конференция с актива на НАСГБ, на тема „Рехабилитацията като средство за интеграция на хората с увредени зрение и слух“ – 22 – 23.11.2006 г., гр. Пловдив. Участие с доклад „Рехабилитацията като средство за интеграция на сляпо-глухите“.

2007 г. – Честване на 10-годишен юбилей на НАСГБ чрез събитията: Пети Национален празник на специфичните възможности на сляпо-глухите – 09 – 17.08.2007 г. и Тържествено събрание – Юбилеен концерт на 01.12.2007 г. Изнасяне на доклад: „Вече десетилетие доказваме, че сме равни на другите членове на обществото“

Шеста конференция по сляпо-глухотата на Европейския съюз на слепите на тема „Сляпо-глухота: равенство и многообразие“ и Второ Общо събрание на Европейския съюз на сляпо-глухите – 25 – 30 април 2008 г., Загреб, Хърватска. – Участие с доклад „Спортът и културата – средства за социалната интеграция на сляпо-глухите“.